# شیبایپو
شیبایپو (به لاتین: Xibaipo) یک شهرک در جمهوری خلق چین است که در Pingshan County واقع شده‌است.